# Notizie dalla fine del mondo
Notizie dalla fine del mondo (titolo orig. The End of the World News: An Entertainment) è un romanzo distopico apocalittico di Anthony Burgess pubblicato nel 1982. Il titolo dell’opera fa eco alla formula di chiusura dei telegiornali della BBC e gioca sull’ambiguità della frase, che può essere interpretata come “Fine del notiziario del mondo” oppure “Notiziario della fine del mondo”. 

## Trama
L’opera si apre con una «Prefazione all’edizione italiana», scritta nel 1985 e firmata dal John Wilson, fantomatico amico dell’autore (che qui gioca con il proprio nome, John Burgess Wilson).
L’opera analizza quelli che per lo scrittore sono eventi fondamentali del Novecento, come si legge nella prefazione:
"L’autore in realtà mi aveva espresso più volte la sua persuasione che il romanzo, o un genere affine, fosse capace di albergare le tre massime scoperte dell’epoca moderna, vale a dire le motivazioni sessuali «inscatolate» nell’inconscio, la possibilità di un socialismo mondiale e infine quella dei viaggi cosmici. Combinando fra loro i tre filoni Sigmund Freud, Leone Trotsky e la necessità (concomitante alla distruzione della Terra) di colonizzare l’iperspazio, il mio amico ha prodotto quanto segue."
In particolare, la conquista dello spazio si collega al filone apocalittico: la Terra sta infatti entrando in collisione con un altro pianeta e abbandonarla rappresenta l’unica possibilità di sopravvivenza per l'umanità. In contrapposizione alle distopie più classiche, Burgess descrive qui la scienza come una soluzione e non come la causa della fine del mondo.

## Edizioni italiane
- La fine della storia, traduzione di Liana Burgess, Collana La Scala, Milano, Rizzoli, 1985, ISBN 978-88-176-7198-9.
- Notizie dalla fine del mondo, traduzione di L. Burgess, Collezione Immaginario, Roma, Fanucci, 2003, ISBN 978-88-347-0978-8. - Collana ET Scrittori, Torino, Einaudi, 2023, ISBN 978-88-062-5689-0.